# Роадеш
Роадеш (рум. Roadeș) — село у повіті Брашов в Румунії. Входить до складу комуни Бунешть.
Село розташоване на відстані 203 км на північ від Бухареста, 65 км на північний захід від Брашова, 136 км на південний схід від Клуж-Напоки.

## Населення
За даними перепису населення 2002 року у селі проживали 287 осіб.
Національний склад населення села:
| Національність | Кількість осіб | Відсоток |
| -------------- | -------------- | -------- |
| румуни         | 218            | 76,0%    |
| німці          | 39             | 13,6%    |
| угорці         | 16             | 5,6%     |
| цигани         | 13             | 4,5%     |

Рідною мовою назвали:
| Мова      | Кількість осіб | Відсоток |
| --------- | -------------- | -------- |
| румунська | 241            | 84,0%    |
| німецька  | 29             | 10,1%    |
| угорська  | 16             | 5,6%     |